# Daisuke Tsuji
Daisuke Tsuji (辻 大介 Tsuji, Daisuke?) (Kuwait, 4 de agosto de 1981) es un actor japonés-estadounidense nacido en Kuwait, más conocido por su rol de Jin Sakai en el videojuego Ghost of Tsushima (2020).

## Biografía
Daisuke Tsuji nació en Kuwait de padres japoneses, mientras su padre, Hirohiko Tsuji, trabajaba como arquitecto al momento de su nacimiento. Su familia se trasladó a Chiba, Japón cuando él tenía dos años, antes de mudarse a California, a la ciudad de Sacramento cuando tenía ocho.
Tiene un hermano, Hisayasu Tsuji.

## Filmografía

### Cine
| Año  | Título                          | Rol                 | Notas           |
| ---- | ------------------------------- | ------------------- | --------------- |
| 2006 | Cartas desde Iwo Jima           | Soldado Cueva No. 2 |                 |
| 2016 | The God Chair                   | Eskimo Man          | Short film      |
| 2018 | Magic Sunset Hour               | Aaron               | Short film      |
| 2019 | Jake and Kyle Get Wedding Dates | Kenji (voice)       | Direct-to-video |
| 2020 | The Watch-ers                   | Bradley             | Short film      |

### Television
| Year | Title                      | Role                | Notes                               |
| ---- | -------------------------- | ------------------- | ----------------------------------- |
| 2014 | Homemade Movies            | Dr. Ishiro Serizawa | Episodio: "Godzilla Trailer"        |
| 2015 | The Blacklist              | Camboyano Carl      | Episodio: "Luther Braxton (No. 21)" |
| 2015 | The Man in the High Castle | Crown Prince        | 3 episodios                         |
| 2017 | Brockmire                  | Yoshi Takatsu       | 5 episodios                         |
| 2019 | Love, Death & Robots       | Oficial Lee         | Episodio: "Lucky 13"                |
| 2021 | Amphibia                   | Captain Bufo (voz)  | Episodio: "Barrel's Warhammer"      |
| 2021 | D.P.                       | Ahn Joon-ho (voz)   | 6 episodios, Doblaje inglés         |
| 2021 | Invasion                   | Kaito Kawaguchi     | 8 episodios                         |
| 2022 | Action Pack                | Mr. Chang (voz)     | 2 episodios                         |
| 2022 | Type S: Chiaki's Journey   | Noboru (voz)        | 4 episodios                         |

### Videojuegos
| 2017-2018 | Prey: Mooncrash                | Li Phang / Ken Mizuki / Chao Wei, voces adicionales (2017) | Voces                                             |       |                 |          |  |
| 2018      | Call of Duty: Black Ops 4      | Especialista Recon                                         | Voz                                               |       |                 |          |  |
| 2019      | Death Stranding                | El Músico                                                  | Voz                                               |       |                 |          |  |
| 2020      | 9 Monkeys of Shaolin           | Wei Cheng                                                  | Voz                                               |       |                 |          |  |
| 2020      | Ghost of Tsushima              | Jin Sakai / Young Jin                                      | Voz en inglés, parecido, actuación motion capture |       |                 |          |  |
| 2022      | Ghostwire: Tokyo               | Hombre B                                                   | Voz                                               | [ 3 ] |                 |          |  |
| 2022      | Call of Duty: Modern Warfare 2 | Hiro "Oni" Watanabe                                        | Voz, exclusivo de PlayStation hasta 2023          |       |                 |          |  |
| 2023      | Fortnite: Battle Royale        | Trueno                                                     | Rol no acreditado                                 | [ 4 ] | Mortal Kombat 1 | Scorpion |  |